# Zipper Down
 (novembre 2015).
Si vous disposez d'ouvrages ou d'articles de référence ou si vous connaissez des sites web de qualité traitant du thème abordé ici, merci de compléter l'article en donnant les références utiles à sa vérifiabilité et en les liant à la section « Notes et références ».
Albums de Eagles of Death Metal
Heart On
(2008)
Zipper Down est le quatrième album du groupe Eagles of Death Metal, sorti le 2 octobre 2015.

## Liste des pistes
- Toutes les chansons sont composées par Jesse Hughes et Josh Homme, sauf les pistes 1, 4 et 5 qui sont de Jesse Hughes, Josh Homme et Mark Nashita et la piste 10 par Nicholas Bates, Simon Le Bon, Andrew, John et Roger Taylorr.

1. Complexity – 2:46
2. Silverlake (K.S.O.F.M.) – 3:35
3. Got a Woman – 2:02
4. I Love You All the Time – 3:09
5. Oh Girl – 4:08
6. Got the Power – 3:28
7. Skin-Tight Boogie – 3:12
8. Got a Woman (slight return) – 0:41
9. The Deuce – 3:06
10. Save a Prayer (reprise de Duran Duran) – 4:40
11. The Reverend – 3:29